# Julio César Rodríguez
Julio César Rodríguez (né en 1969 à Hualpén) est un journaliste et animateur de télévision chilien.

## Biographie
Julio César est né et a grandi à Hualpén. Il a un fils avec Francisca García-Huidobro, nommé Joaquín Rodríguez García-Huidobro.

## Télévision
TVN
- Rojo (2004-2005)
- Rojo VIP (2005)
- La Tele o Yo (2005)

Zona Latina
- Sin Dios ni Late (2008-2011)

Canal 13
- Bienvenidos (2011-2012)
- No Basta con Ser Bella (2012)

Vive! Deportes
- Siganme los Buenos (2011-présent)

Chilevisión
- SQP (2004, 2013-2014)
- Primer plano (2014-2018)